# Begonia libanensis
Begonia libanensis là một loài thực vật có hoa trong họ Thu hải đường. Loài này được Urb. mô tả khoa học đầu tiên năm 1925.